# 神様ヘルプ!
「神様ヘルプ!」（かみさまヘルプ）は1985年11月1日に発売された、チェッカーズの9枚目のシングル。

## 解説
1983年9月のデビュー曲「ギザギザハートの子守唄」以来、8作品振りに、康珍化が作詞を担当。
なお康がチェッカーズのシングルに携わるのは、同曲が最後となった。
リーダーの武内享曰く「この曲はシャウトする演歌」と初登場の際にベストテンで話していた。
B面の「ひとりじゃいられない」は、チェッカーズ解散直前の1992年12月7日に行われた、横浜アリーナのコンサートにてファンのリクエストに応え、ライブでは「歌ってないのに人気のある曲」として、初めてアコースティック・バージョンで歌われた。

## 収録曲
両曲　作曲・編曲：芹澤廣明
1. 神様ヘルプ!
  - 作詞：康珍化
2. ひとりじゃいられない
  - 作詞：売野雅勇

## カバーした歌手
神様ヘルプ!
- 加藤和樹（2011年） - アルバム『GLAMOROUS BEST』収録。
- BILLIE IDLE®（2018年） - アルバム『BILLIed IDLE 2.0』収録。